# Polyquaternium
Polyquaternium bezeichnet eine Gruppe von organischen Verbindungen. Vertreter dieser nach INCI benannten Gruppe sind u. a. wegen ihrer filmbildenden und antistatischen Eigenschaften in vielen Körperpflegeprodukten enthalten, z. B. in Shampoos.

## Chemie
Als quartäre Ammoniumverbindungen besitzen Polyquaternium-Derivate quartäre Stickstoffatome, d. h. alle vier Wasserstoffatome des Ammonium-Ions sind durch organische Reste ersetzt. Die Verbindungen sind somit kationisch, besitzen also eine positive Ladung. Meist handelt es sich um polymere Moleküle.

## Klassifikation
Polyquaternium und Quaternium sind, nach der INCI-Nomenklatur, Regel 23, Bezeichnungen für komplexe quartäre Ammonium-Verbindungen. Die verschiedenen Vertreter dieser Gruppe werden durch Ziffern unterschieden. Zum Beispiel Polyquaternium-1, Polyquaternium-42 usw. Der Bindestrich kann auch fehlen.
| Polyquaternium    | Chemische Identität (englisch) |
| ----------------- | --- |
| Polyquaternium-1  | Ethanol, 2,2′,2′-nitrilotris-, polymer with 1,4-dichloro-2-butene and N,N,N′,N′-tetramethyl-2-butene-1,4-diamine                           |
| Polyquaternium-2  | Poly{bis(2-chloroethyl) ether-alt-1,3-bis[3-(dimethylamino)propyl]urea}                                                                    |
| Polyquaternium-4  | Hydroxyethyl cellulose dimethyl diallylammonium chloride copolymer; Diallyldimethylammonium chloride-hydroxyethyl cellulose copolymer      |
| Polyquaternium-5  | Copolymer of acrylamide and quaternized dimethylammoniumethyl methacrylate                                                                 |
| Polyquaternium-6  | Poly(diallyldimethylammonium chloride) |
| Polyquaternium-7  | Copolymer of acrylamide and diallyldimethylammonium chloride                                                                               |
| Polyquaternium-8  | Copolymer of methyl and stearyl dimethylaminoethyl ester of methacrylic acid, quaternized with dimethylsulphate                            |
| Polyquaternium-9  | Homopolymer of N,N-(dimethylamino)ethyl ester of methacrylic acid, quaternized with bromomethane                                           |
| Polyquaternium-10 | Quaternized hydroxyethyl cellulose |
| Polyquaternium-11 | Copolymer of vinylpyrrolidone and quaternized dimethylaminoethyl methacrylate                                                              |
| Polyquaternium-12 | Ethyl methacrylate / abietyl methacrylate / diethylaminoethyl methacrylate copolymer quaternized with dimethyl sulfate                     |
| Polyquaternium-13 | Ethyl methacrylate / oleyl methacrylate / diethylaminoethyl methacrylate copolymer quaternized with dimethyl sulfate                       |
| Polyquaternium-14 | Trimethylaminoethylmethacrylate homopolymer                                                                                                |
| Polyquaternium-15 | Acrylamide-dimethylaminoethyl methacrylate methyl chloride copolymer                                                                       |
| Polyquaternium-16 | Copolymer of vinylpyrrolidone and quaternized vinylimidazole                                                                               |
| Polyquaternium-17 | Adipic acid, dimethylaminopropylamine and dichloroethylether copolymer                                                                     |
| Polyquaternium-18 | Azelanic acid, dimethylaminopropylamine and dichloroethylether copolymer                                                                   |
| Polyquaternium-19 | Copolymer of polyvinyl alcohol and 2,3-epoxypropylamine                                                                                    |
| Polyquaternium-20 | Copolymer of polyvinyl octadecyl ether and 2,3-epoxypropylamine                                                                            |
| Polyquaternium-22 | Copolymer of acrylic acid and diallyldimethylammonium Chloride                                                                             |
| Polyquaternium-24 | Quaternary ammonium salt of hydroxyethyl cellulose reacted with a lauryl dimethyl ammonium substituted epoxide                             |
| Polyquaternium-27 | Block copolymer of Polyquaternium-2 and Polyquaternium-17                                                                                  |
| Polyquaternium-28 | Copolymer of vinylpyrrolidone and methacrylamidopropyl trimethylammonium                                                                   |
| Polyquaternium-29 | Chitosan modified with propylen oxide and quaternized with epichlorhydrin                                                                  |
| Polyquaternium-30 | Ethanaminium, N-(carboxymethyl)-N,N-dimethyl-2-[(2-methyl-1-oxo-2-propen-1-yl)oxy]-, inner salt, polymer with methyl 2-methyl-2-propenoate |
| Polyquaternium-31 | N,N- dimethylaminopropyl-N-acrylamidine quatemized with diethylsulfate bound to a block of polyacrylonitrile                               |
| Polyquaternium-32 | Poly(acrylamide 2-methacryloxyethyltrimethyl ammonium chloride)                                                                            |
| Polyquaternium-33 | Copolymer of trimethylaminoethylacrylate salt and acrylamide                                                                               |
| Polyquaternium-34 | Copolymer of 1,3-dibromopropane and N,N-diethyl-N′,N′-dimethyl-1,3-propanediamine                                                          |
| Polyquaternium-35 | Methosulphate of the copolymer of methacryloyloxyethyltrimethylammonium and of methacryloyloxyethyldimethylacetylammonium                  |
| Polyquaternium-36 | Copolymer of N,N-dimethylaminoethylmethacrylate and buthylmethacrylate, quaternized with dimethylsulphate                                  |
| Polyquaternium-37 | Poly(2-methacryloxyethyltrimethylammonium chloride)                                                                                        |
| Polyquaternium-39 | Terpolymer of acrylic acid, acrylamide and diallyldimethylammonium Chloride                                                                |
| Polyquaternium-42 | Poly[oxyethylene(dimethylimino)ethylene (dimethylimino)ethylene dichloride]                                                                |
| Polyquaternium-43 | Copolymer of acrylamide, acrylamidopropyltrimonium chloride, 2-amidopropylacrylamide sulfonate and dimethylaminopropylamine                |
| Polyquaternium-44 | 3-Methyl-1-vinylimidazolium methyl sulfate-N-vinylpyrrolidone copolymer                                                                    |
| Polyquaternium-45 | Copolymer of (N-methyl-N-ethoxyglycine)methacrylate and N,N-dimethylaminoethylmethacrylate, quaternized with dimethyl sulphate             |
| Polyquaternium-46 | Terpolymer of vinylcaprolactam, vinylpyrrolidone, and quaternized vinylimidazole                                                           |
| Polyquaternium-47 | Terpolymer of acrylic acid, methacrylamidopropyl trimethylammonium chloride, and methyl acrylate                                           |

## Funktion
- Filmbildner: Viele Polyquaternium-Vertreter bilden auf Oberflächen, wie z. B. Haaren oder Fingernägeln, einen zusammenhängenden Film. Der Film soll u. a. schützend und stabilisierend wirken.
- Antistatika: Sie verringern die elektrostatische Aufladung durch Reibungseffekte, z. B. durch das Kämmen der Haare.
- Kämmbarkeitshilfen.

Einige Vertreter der Polyquaternium-Gruppe haben zusätzliche Funktionen. So soll z. B. Polyquaternium-2 die Haut geschmeidig machen, Polyquaternium-45, -46 und -47 als Haarfixierungsmittel die Formgestaltung von Frisuren erleichtern.

## Risiken
- Verfärbungen von Wäsche, die mit Polyquaternium in Berührung gekommen ist. Polyquaternium lagert sich nicht nur auf Haut und Haaren, sondern auch auf Wäschefasern ab. Durch die kationische Eigenschaft von Polyquaternium wird die Oberfläche von Wäschestücken positiv geladen. Dies führt in der Waschlauge – die negativ geladen ist – dazu, dass die in der Waschlauge gelösten Farb- oder Schmutzpigmente von den Wäschestücken angezogen werden und sich auf diesen fest ablagern.[4]
- Polyquaternium-7 enthält – wenn auch nur geringe Mengen – Acrylamid.[5]
- Langfristig werden Mikrokunststoffen negative Auswirkungen auf marine Lebewesen und darüber hinaus – bei der Aufnahme solcher mit der Nahrung – auch auf den Menschen nachgesagt.[6]